# Riqui Puig
Ricard "Riqui" Puig Martí (Matadepera, 13 de agosto de 1999) é um futebolista espanhol que atua como meio-campista. Joga no Los Angeles Galaxy.
Puig é conhecido por sua habilidade nos passes curtos e longos, além da boa associação com seus companheiros. Muito famoso também por sua estatura, o meia tem apenas 1,69, sendo considerado "baixo demais" para ser um jogador de alto nível por algumas pessoas.

## Carreira

### Barcelona B
Nascido em Matadepera, Barcelona, Catalunha, Riqui Puig ingressou nas categorias de base do Barcelona em 2013. Depois de progredir nas categorias de base, ele fez sua estréia pelo time B em 24 de fevereiro de 2018, substituindo Marcus McGuane no segundo tempo, no empate em 1–1 contra o Gimnàstic de Tarragona pela Segunda Divisão Espanhola.
Enquanto esteve nas Categorias de Base, o jogador enfrentou muita desconfiança por conta do seu porte físico. O atleta era normalmente mais baixo e magro que seus adversários, e por isso normalmente era utilizado no segundo tempo das partidas. Contudo, mostrava destaque nos minutos que performava.
| “                                                                                    | Pelas características que têm, ele acaba precisando menos do físico. É um jogador de habilidade, que consegue fazer a bola circular bem, e é ótimo para dar passes e assistências. Trata-se de um jogador único. | ” |
| — Sergio Espejo, que foi treinador de Riqui em seu primeiro clube, o Jabac-Terrassa. | |   |

Mesmo com essa condição, ele tornou-se um dos destaques do time e chegou a estar presente no elenco que venceu a Liga Jovem da UEFA de 2017-18. No final de 2018, o jogador estaria presente no elenco principal do Barcelona estreando oficialmente.
Mas antes de finalmente estar com os grandes craques mundiais do time espanhol, o jogador viajou com os Culés para disputa da pré-temporada naquele mesmo ano. Lá, entrou em campo nas partidas diante o Tottenham, Roma e Milan; e foi justamente contra esse último time que o treinador, ídolo e ex-meio-campista, Gennaro Gattuso destacou o estilo de jogo da jovem promessa espanhola:
| “                                  | Riqui é espetacular. Mesmo parecendo uma criança, a maneira como ele toca na bola é maravilhosa. É a beleza do futebol. É como uma poesia. | ” |
| — Gattuso sobre o talento de Puig. | |   |

### Barcelona

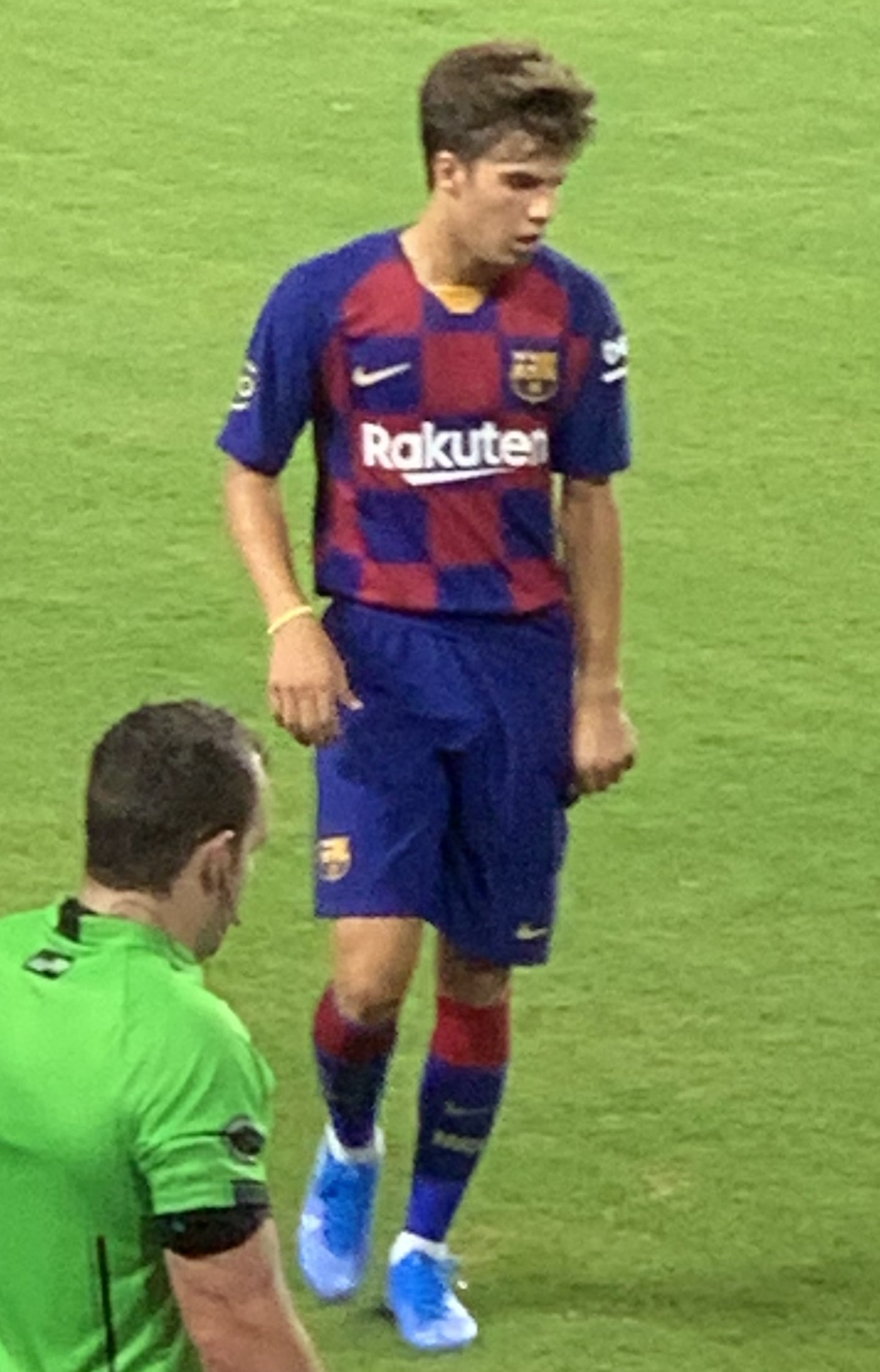
Puig em 2019.

Em 5 de dezembro de 2018, Riqui Puig fez seu Debut pela equipe principal contra o Cultural Leonesa, na vitória em casa por 4–1, pela Copa Del Rey, entrou aos 55 minutos e deu a assistência para o quarto gol. Ele descreveu sua estréia como "um sonho tornado realidade".
Esse foi seu único jogo na competição. O jogador viu o clube chegar à final, mas foram derrotados pelo Valencia por 2 a 1. Em 2021, após uma eliminação para o Athletic Club, o jogador finalmente pôde fazer mais do que um jogo na Copa. Naquela edição, marcou presença nos quatro primeiros jogos do time, ficando de fora somente da segunda partida da semifinal e da decisão. Mesmo sem fazer gols ou assistências, foi utilizado frequentemente por Ronald Koeman e viu o elenco de Lionel Messi comemorar o troféu após golearem o Athletic Club por 4 a 0 na partida decisiva.
Riqui Puig fez sua estreia pelo Campeonato Espanhol em 13 de abril de 2019, entrou no empate em 0–0 contra o Huesca, e jogou 67 minutos. O seu segundo e último jogo ocorreu na 36ª rodada, quando fizera 90 minutos em uma derrota por 2 a 0 diante o Real Club Celta de Vigo.
Foi somente em 2020 que o jovem espanhol passou a ser mais utilizado no elenco Culé. No primeiro mês do ano, o atleta marcou presença em 19 minutos na vitória simples diante o Granada pela 20ª rodada da Liga. O jogador foi novamente utilizado, dessa vez por apenas dois minutos, contra o Levante na rodada 22, substituindo outra jovem promessa do elenco, o atacante Ansu Fati.
A partir do sexto mês de 2020, e uma pausa de três meses do Campeonato por conta da Pandemia de COVID-19 na Espanha, Riqui só ficaria de fora de duas partidas até o fim da temporada. Sua sequência positiva começou em uma vitória por 2-0 diante o Leganés, e foi seguida de um empata por 0 a 0 contra o Sevilla. Essa partida ficou marcada pela ultrapassagem do Real Madrid na tabela; desse modo, o comandante Culé Quique Setién tinha de reverter a situação e também tratou de dar mais tempo para a jovem promessa espanhola no meio de campo.
| “                                                     | Eu o vi muito bem, ele saiu com muita energia e fez um trabalho extraordinário. Não é fácil ingressar na equipe, mas é isso que ele deve fazer. Ele tem que aproveitar os minutos como ele fez hoje. É uma pena que ele não tenha marcado, porque esteve perto de fazê-lo. Aprecio muito o que ele fez e a partida que teve | ” |
| — Setién sobre o desempenho de Puig contra o Leganés. | |   |

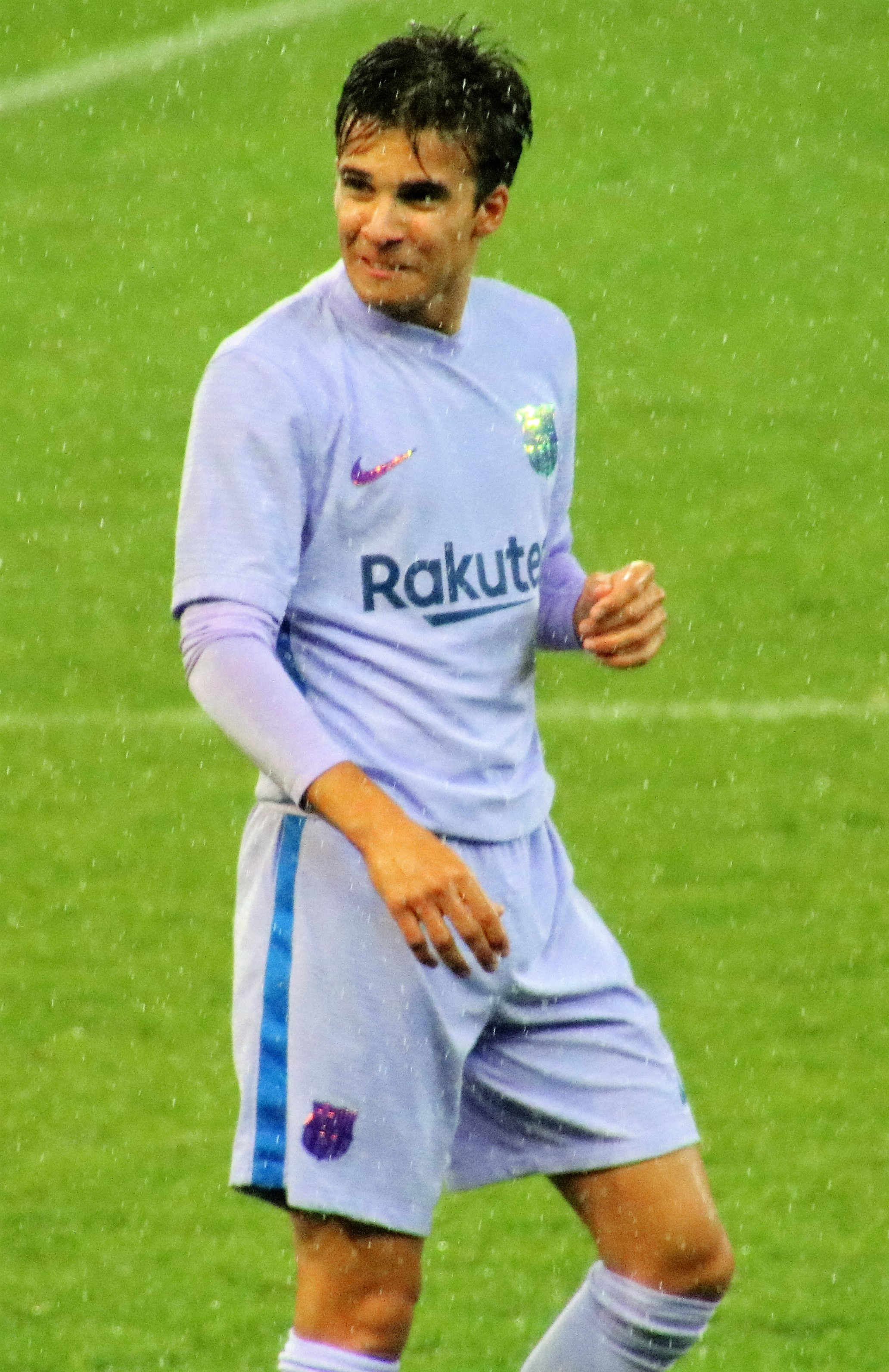
Puig em 2021.

O meio de campo do clube era muito recheado de jogadores. Ivan Rakitić, Frenkie de Jong e Sergio Busquets eram normalmente os jogadores que ocupavam o trio, por vezes sendo colocado Arthur Melo e Arturo Vidal para ocuparem lugares importantes no controle da região média do gramado. Mas o baixo rendimento de Arthur no clube causou novas oportunidades para o atleta ocupar o seu espaço no elenco que o formou. Assim, chegou na última rodada contra o Alavés fazendo 90 minutos e dando passes para Messi e Nélson Semedo aplicarem seus tentos na goleada por 5 a 0.
Apesar do exímio desempenho contra o Alavés, o time não conseguiu superar o clube Merengue e ficaram com a segunda colocação na Liga. O ano seguinte, porém, seria de mais momentos incertos no time. Ronald Koeman havia assumido o Barcelona e os Culés chamaram Miralem Pjanić para ocupar a mesma faixa de campo do jogador. Além disso, Philippe Coutinho também estava de volta ao elenco catalão depois de uma gloriosa temporada de empréstimo no Bayern de Munique. Por fim, eles também trouxeram Pedri do Las Palmas para compor o meio de campo.
Tais mudanças deixaram Puig ainda mais escanteado no elenco catalão. O jogador fazia esporádicos jogos na La Liga de 2020–21, mas sua minutagem sequer chegava aos 20 minutos. Nesse momento em que esteve ausente das partidas, o treinador Koeman acusou o meio-campista de vazar informações para imprensa. As desavenças de ambos começou no início da época, quando o ídolo do time da Catalunha comunicou para Puig que ele devia buscar uma nova equipe. O relacionamento ruim dos dois piorou quando o ex-zagueiro comunicou a todos os jogadores do elenco Culé que Riqui era o atleta que levava informações do vestiário à mídia.

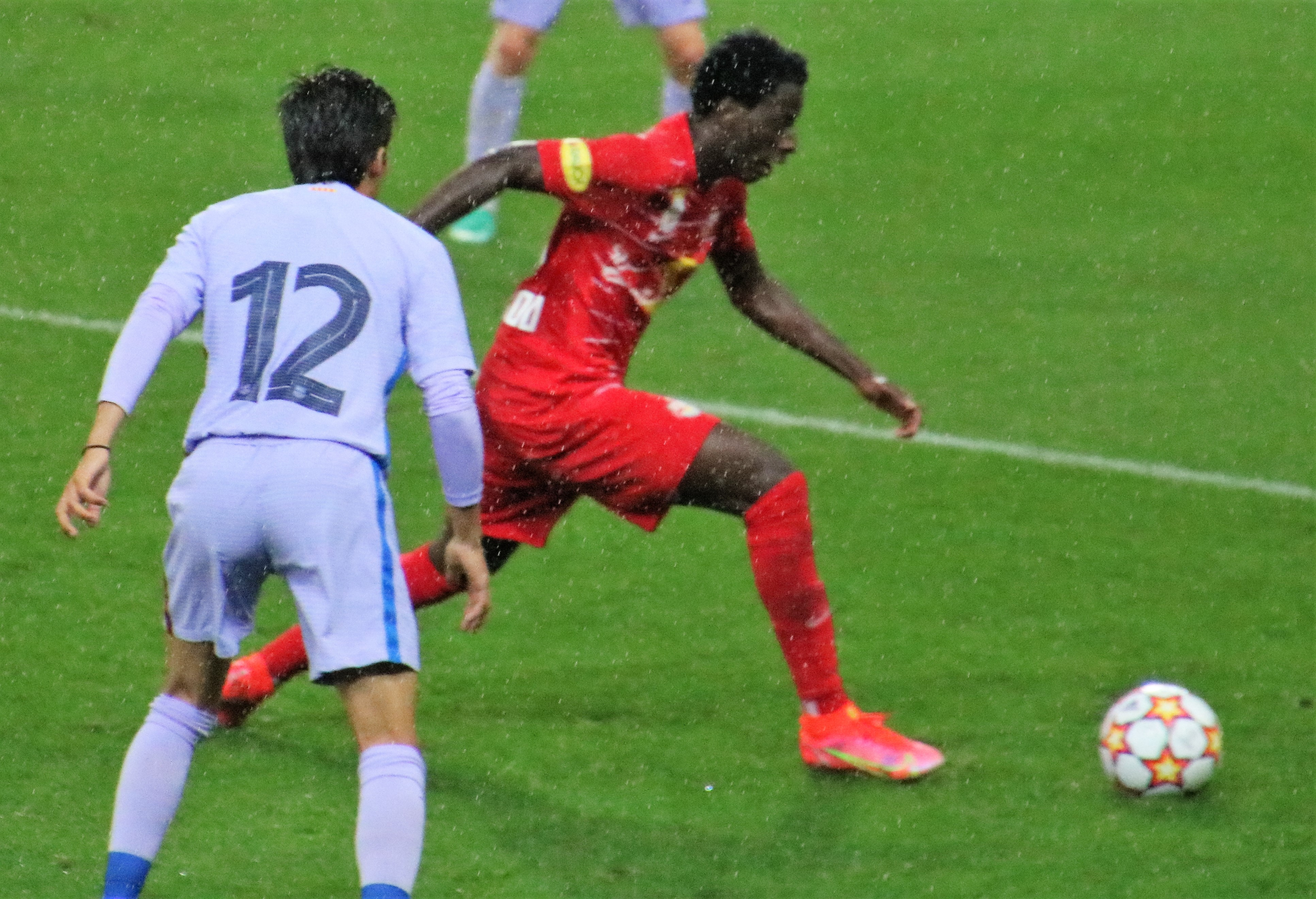
Puig em um jogo de pré-temporada com o Barcelona.

No seu quarto jogo na época da Liga, após muitos jogos em que foi suplente não utilizado, Puig entrou no lugar de Pedri aos 87 minutos e ampliou o placar para 2 a 0 contra o Elche após um cruzamento de De Jong.
Após isso, não entrou em campo na 21ª rodada, e depois obtivera uma sequência de três partidas fazendo, o mínimo, 10 minutos em cada. Após o último jogo, um empate de 1-1 contra o Cádiz, na mesma partida que fizera 10 minutos, não tivera mais do que cinco minutos pela próximas cinco partidas que esteve nos gramados. Em sua ausência entre os meses de abril e maio, o time conseguiu alcançar a liderança da competição, mas perderam rapidamente a ponta da tabela no jogo seguinte, ainda sem o jovem espanhol em campo. Ao fim da competição, novamente não se firmou na equipe; fazendo 14 jogos, a maior desde sua estreia na La Liga. Mesmo sem muito destaque, os Culés renovaram o seu contrato em janeiro de 2021 para que ele ficasse até 2023.
Após o fim da conturbada época, o jogador continuou no time de Koeman e novamente sofreu com poucos minutos de jogo nas rodadas de abertura da La Liga. O time, por sua vez, não fazia um bom início de temporada e o treinador foi demitido em outubro de 2021 após perder para o Rayo Vallecano e terminarem a rodada em 9º colocado. Depois, o clube foi assumido rapidamente por Sergi Barjuan por duas partidas na Liga até a chegada de Xavi, outro ídolo do clube. Desse modo, Puig fizera três jogos seguidos, mas não participou diretamente de nenhum tento.
Mesmo que Xavi tivesse insistido para o jogador compor o clube anterior do ex-meio-campista, ele não teve a mesma disposição com o jovem assim que retornou ao clube onde vencera grandes títulos. Puig voltou a não ser utilizado com frequência no time Culé. Isso magoou Riqui e o jogador buscou uma transferência do time.
| “                                   | inda antes de a temporada terminar disse-me que não contava comigo. Já com Laporta era diferente. [O presidente] Sempre me disse que era um jogador para o futuro, para eu ficar. Só que eu não ia ficar num clube onde o treinador não me queria. As coisas não correram bem porque ele [Xavi Hernández] não me deixou treinar nas primeiras semanas. Se tenho contrato, não me pode proibir de treinar e foi isso que mais me incomodou. Então, tomei rapidamente uma decisão e encontrei uma saída. Ligou-me duas vezes para ir para o Qatar, tínhamos um bom relacionamento porque as nossas famílias são de Terrassa (Barcelona). | ” |
| — Puig sobre sua passagem com Xavi. | |   |

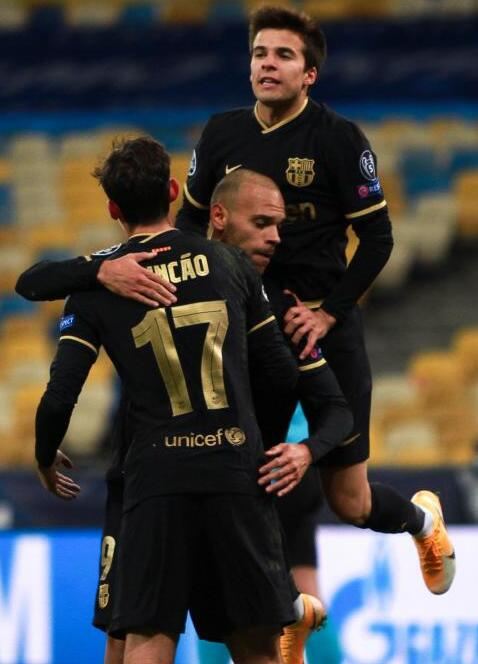
Riqui Puig, Martin Braithwaite e Francisco Trincão comemorando juntos pelo Barcelona em 2020.

Fazendo 15 jogos na Liga, o médio chegou a marcar um gol diante o Osasuna na 28ª rodada. Mas, assim que terminou a temporada 2022–23, e Xavi comunicou que Puig não deveria continuar no time, o atleta compreendeu que seu lugar não era mais na equipe que o formou para o futebol profissional. Assim, sequer participou da pré-temporada do Barcelona e trocou seu país natal para outra Liga fora da Europa. Ao chegar lá, detonou a atitude do seu ex-treinador:
| “                            | Machucou bastante. Se me senti decepcionado? Sim, sobretudo depois de sete anos no clube. E o treinador também tem muitos anos de Barcelona. Compreendo que há que tomar decisões, mas enfim. Foi um mês difícil porque eu nunca tinha visto isso antes, deixando jogadores para trás no Barcelona e fazendo uma turnê sem eles. Foi muito difícil ficar em Barcelona, treinando sozinho, com outros quatro companheiros de equipe que também estavam lá comigo. | ” |
| — Puig ao canal FOX em 2022. | |   |

Em seu período de Barcelona, o jogador ainda pôde jogar a Supercopa da Espanha de 2020–21. Ele estreou na semifinal diante a Real Sociedad substituindo Busquets aos 91 minutos. As equipes permaneceram empatadas até o apito final da prorrogação e rumaram às penalidades. Lá, coube a Puig fazer o gol da classificação dos Culés para final. No jogo seguinte, o Athletic Club conseguiu superá-los pelo placar de 2 a 1 também na prorrogação.
Puig também esteve em campo em algumas oportunidades da Liga dos Campeões e da Liga Europa. Mas nunca ultrapassou os 25 minutos nessas competições e viu o time fazer campanhas modestas que poucas vezes passaram das quartas. Apesar de não ter entrado em campo em nenhuma vez, o jogador foi um suplente não utilizado na vez que o Bayern derrotou o Barcelona por 8 a 2 na Liga dos Campeões em 2020.

### Los Angeles Galaxy

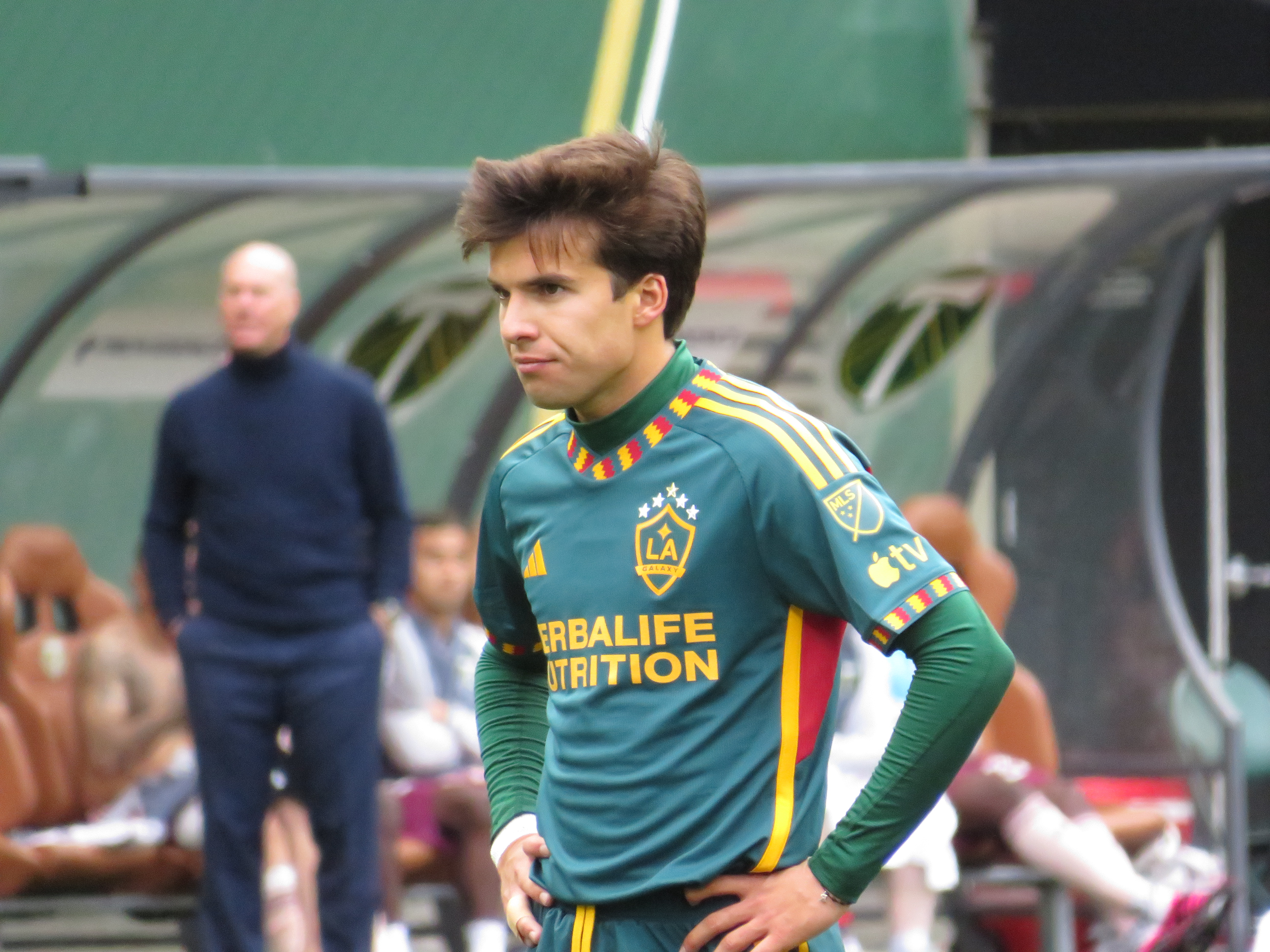
Puig em 2023.

Em 22 de agosto de 2022, após ficar de fora da pré-temporada com o Barcelona, o médio assinou com o Los Angeles Galaxy por um valor não revelado. Os catalães conseguiram manter 25% do passe de Puig e ainda puderam ter uma cláusula de recompra no contrato.
No elenco dos Estados Unidos, rapidamente conseguiu seu espaço. Após fazer as últimas 10 partidas na Major League Soccer de 2022, onde também marcou três gols, obteve mais destaque em 2023. Nesse período, foi um dos destaques do time que fazia uma época muito modesta. Ele assumiu a braçadeira de capitão do elenco em algumas oportunidades e marcou 7 vezes em 29 partidas de Liga, mas ficou muito distante de alcançar troféus nessas duas épocas.
Sua grande época coletiva ocorreu em 2024. Com as chegadas de Gabriel Pec e Marco Reus, este último vindo na segunda metade do campeonato, a equipe conseguiu grandes resultados e o jogador chegou a marca de 13 gols e 16 assistências na MLS daquela temporada. Além disso, o seu venceu o Seattle Sounders na final da Conferência Oeste – onde Puig deu uma assistência para o gol do título – e futuramente derrotou o New York Red Bulls na final da  Liga e conseguiu consagrar-se campeão nacional pela primeira vez desde que aportou na América.
Com suas grandes performances e títulos, o espanhol também foi nomeado para o time dos 11 Melhores da MLS, compondo o meio de campo com Luciano Acosta e Evander.

## Vida pessoal
O pai de Riqui Puig, Carles, também era um futebolista. Um lateral esquerdo, ele passou toda a sua carreira jogando pelo Terrassa.

## Títulos

#### Barcelona sub-19
- Liga Jovem da UEFA: 2017–18

#### Barcelona
- La Liga: 2018–19
- Copa do Rei: 2020–21

#### Los Angeles Galaxy
- Conferência Oeste: 2024
- Major League Soccer: 2024

### Prêmios individuais
- Melhor jogador da Future Cup: 2017[62]

- Melhor jogador jovem do ano na Catalunha: 2019[63]
- Time Ideal da MLS: 2024